# Sugoroku

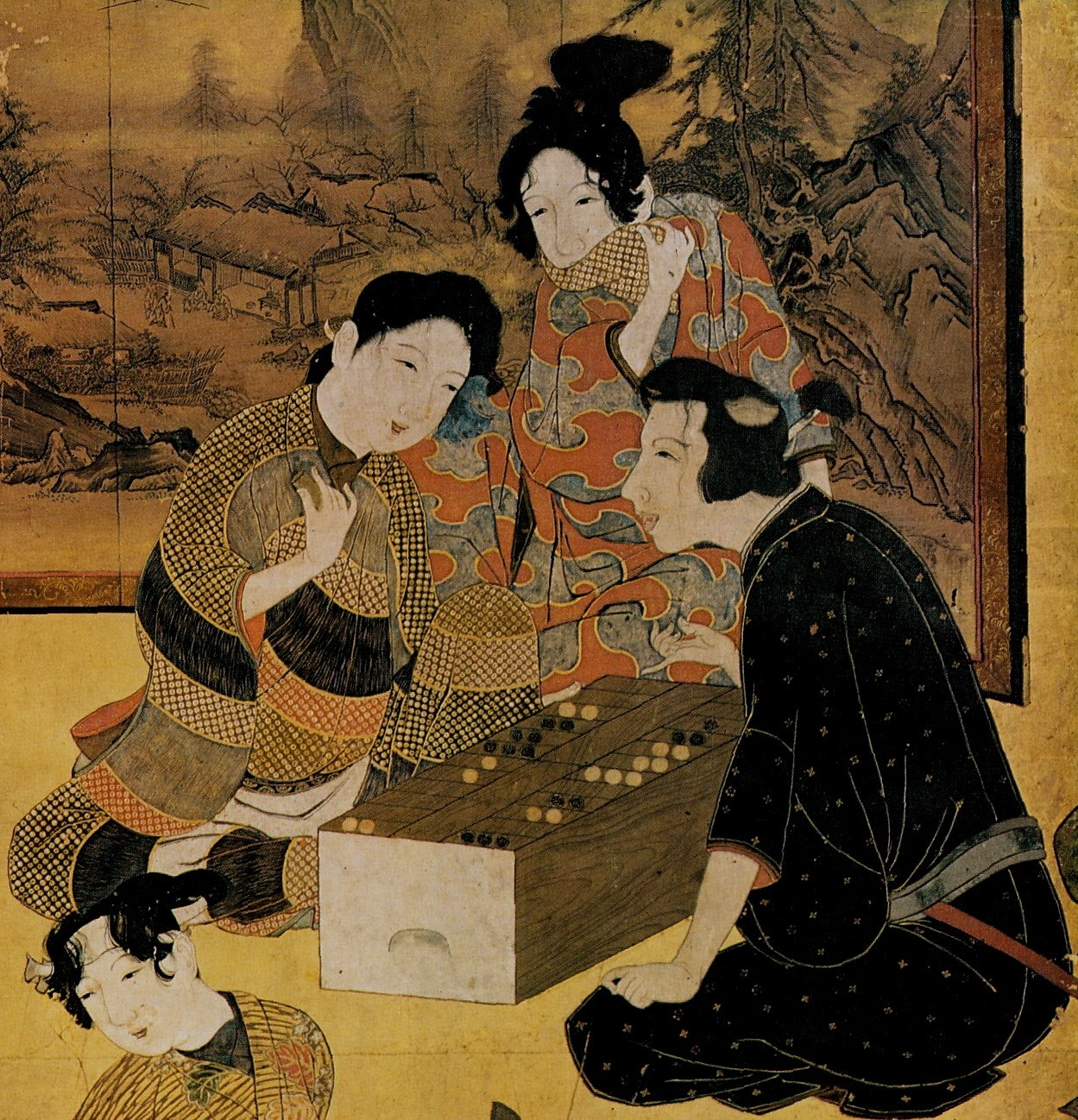
Hombre y mujer jugando ban-sugoroku (de Hikone Screen)

Sugoroku (雙六 o 双六?) (literalmente 'doble seis') se refiere a dos formas diferentes de un juego de tablero japonés: el ban-sugoroku (盤双六, 'sugoroku de tablero') que es similar al backgammon occidental, y el e-sugoroku (絵双六, 'sugoroku de dibujo') que es similar al juego de serpientes y escaleras occidental.

## Ban-sugoroku

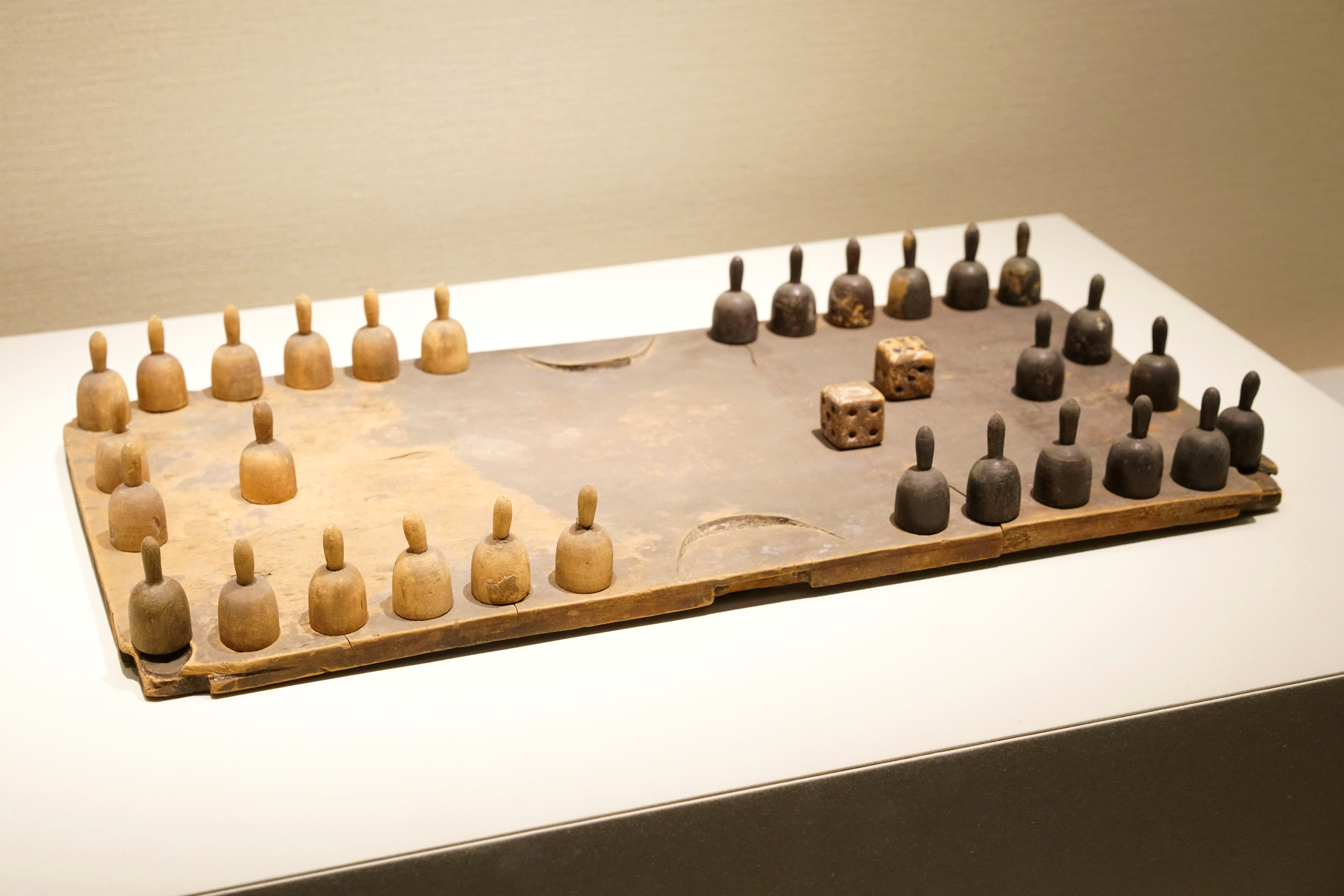
Tablero y piezas para jugar "doble seis", dinastía Liao

El ban-sugoroku se juega de manera idéntica al backgammon (incluso tiene la misma posición inicial), excepto por las siguientes diferencias:
- Los dobles no son especiales. Si un jugador obtiene dobles, cada dado sigue contando solo una vez.
- No hay "liberación." El objetivo es mover a todas los piezas dentro de los últimos seis espacios del tablero.
- No hay cubo doblador.
- "Cerrar", es decir, formar una prima de seis puntos contiguos con uno o más de los oponentes sobre la barra, constituye una victoria automática.

Se cree que el juego se introdujo a Japón desde China (donde era conocido como Shuanglu) en el siglo VI.
Se sabe que en los siglos posteriores a la introducción del juego en Japón fue declarado ilegal en varias ocasiones, en particular en 689 y 754. Esto se debió a que la naturaleza simple y basada en la suerte del sugoroku lo convertía en un juego ideal para apostar. Esta versión del sugoroku y registros escritos de juegos en que se apostaba aparecieron continuamente hasta principios de la era Edo. A comienzos de la era Edo, un juego de apuestas nuevo y rápido llamado Chō-han (丁半) apareció y el uso del sugoroku como juego de azar disminuyó rápidamente.
Esta variante de la familia del backgammon se ha extinguido en Japón y en la mayoría de los demás países, a la vez que el backgammon moderno de estilo occidental (con cubo doblador) ha ganado algunos jugadores ávidos.

## E-sugoroku

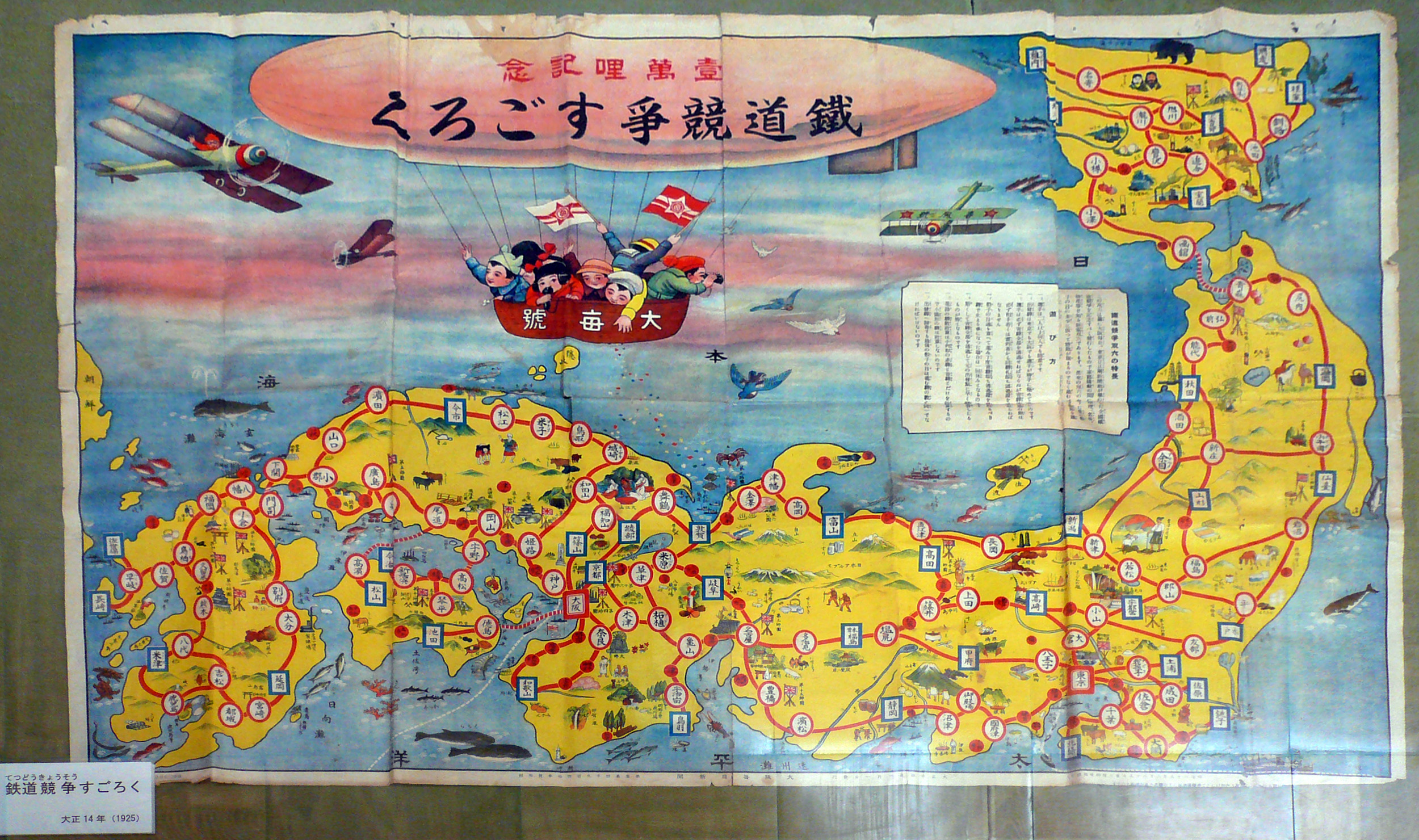
E-Sugoroku (1925)

Un e-sugoroku más simple, con reglas similares al juego de serpientes y escaleras, apareció ya a finales del siglo XIII y se popularizó gracias a la barata y elaborada tecnología de impresión de bloques de madera del período Edo. Se hicieron miles de variaciones de tableros con dibujos y temáticas sacadas de la religión, la política, actores e incluso de material para adultos. En el período Meiji y los que le siguieron, esta variación del juego siguió teniendo popularidad y a menudo era incluido en revistas para niños. Al volverse obsoleto el ban-sugoroku, la palabra sugoroku casi siempre se refiere al e-sugoroku en la actualidad.

## Otros juegos de Sugoroku
Se han lanzado numerosos videojuegos basados en el e-sugoroku, entre ellos: Kiteretsu Daihyakka: Chōjikū Sugoroku, Sugoroku Ginga Senki, Battle Hunter, Ganbare Goemon: Mononoke Sugoroku, Dokodemo Hamster 4: Doki Doki Sugoroku Daibouken!, Hello Kitty: Minna de Sugoroku, Gotouchi Hello Kitty Sugoroku Monogatari, Yu-Gi-Oh! Juego de mesa de Sugoroku, Family Pirate Party, HIdamari Sketch: Doko Demo Sugoroku x 365 y PictureBook Games: Pop-Up Pursuit.
El videojuego Samurai Warriors 2 incluye un minijuego llamado Sugoroku, pero solo se parece muy poco al Sugoroku tradicional. En cambio, se parece mucho a Itadaki Street, Wily & Right no RockBoard: That's Paradise, o a una versión simplificada de Monopoly: los jugadores se turnan para moverse alrededor de un tablero, cuyos espacios hacen las veces de diferentes territorios de Japón. Al caer en un espacio desocupado, el jugador puede comprarlo. Si un jugador cae en un espacio comprado por otro, tiene que pagarle una tarifa a ese jugador, o puede optar por desafiar al jugador por el control de ese espacio (utilizando el motor de juego principal de Samurai Warriors 2 para juegos de desafío especial). Están presentes también en el tablero espacios de "Santuario," más o menos análogos a los espacios de Casualidad y Arca Comunal del Monopoly.
Es posible ver en la serie de Mario Party con fuertes influencias del sugoroku, especialmente el e-sugoroku.
El juego de horror de supervivencia Kuon incluye un minijuego de ban-sugoroku que se puede desbloquear.